# Studio 107,5
Studio 107,5 var en svensk radiokanal som spelade musik från 70- & 80-talen.

## Historia
1999 sålde Skyradio sin licens till SBS Broadcasting som introducerade "partyradion" i Stockholm genom radiostationen E-FM.
Genom utvecklande av stationen, tog SBS steget längre och ändrade namnet till Studio 107,5 för att fokusera på formatets nostalgiska anda. Radiostationen hade som koncept att spela puls från 70- & 80-talen. Flödet i programmen och musiken vara designat för att vara svängiga och utan stress. 30 maj 2008 började SBS Radio sända en ny station, Radio 107,5, på Studios frekvens men inriktning på dansmusik. Studio 107,5:s spellista blev sedan en del av Vinyl 107,1 som utökade från bara 60-talsmusik till att spela även 70- och 80-tals.

## Programledare
- Micke Dahl
- Jörgen Eklöf
- Martin Rapp
- Alexander Lindahl
- Jesse Wallin
- Martin Loogna
- Henrik Kervall
- Hasse Eriksson
- Jenny Alversjö
- Fredrik Bojerud
- Simon Westin